# Lago Grande di Viso
Il Lago Grande di Viso è un lago alpino situato ai piedi del Monviso nel comune di Crissolo.

## Caratteristiche
Il lago si trova lungo il Giro di Viso e nei pressi del lago è costruito il rifugio Quintino Sella al Monviso.
È il lago più grande tra quelli che contornano il Monviso. Assieme ad altri tre laghi (Lago Chiaretto, Lago Superiore di Viso e Lago Fiorenza) viene raggiunto dal Giro dei Laghi, un itinerario escursionistico in comune di Crissolo che parte dal Pian del Re.

## Galleria d'immagini

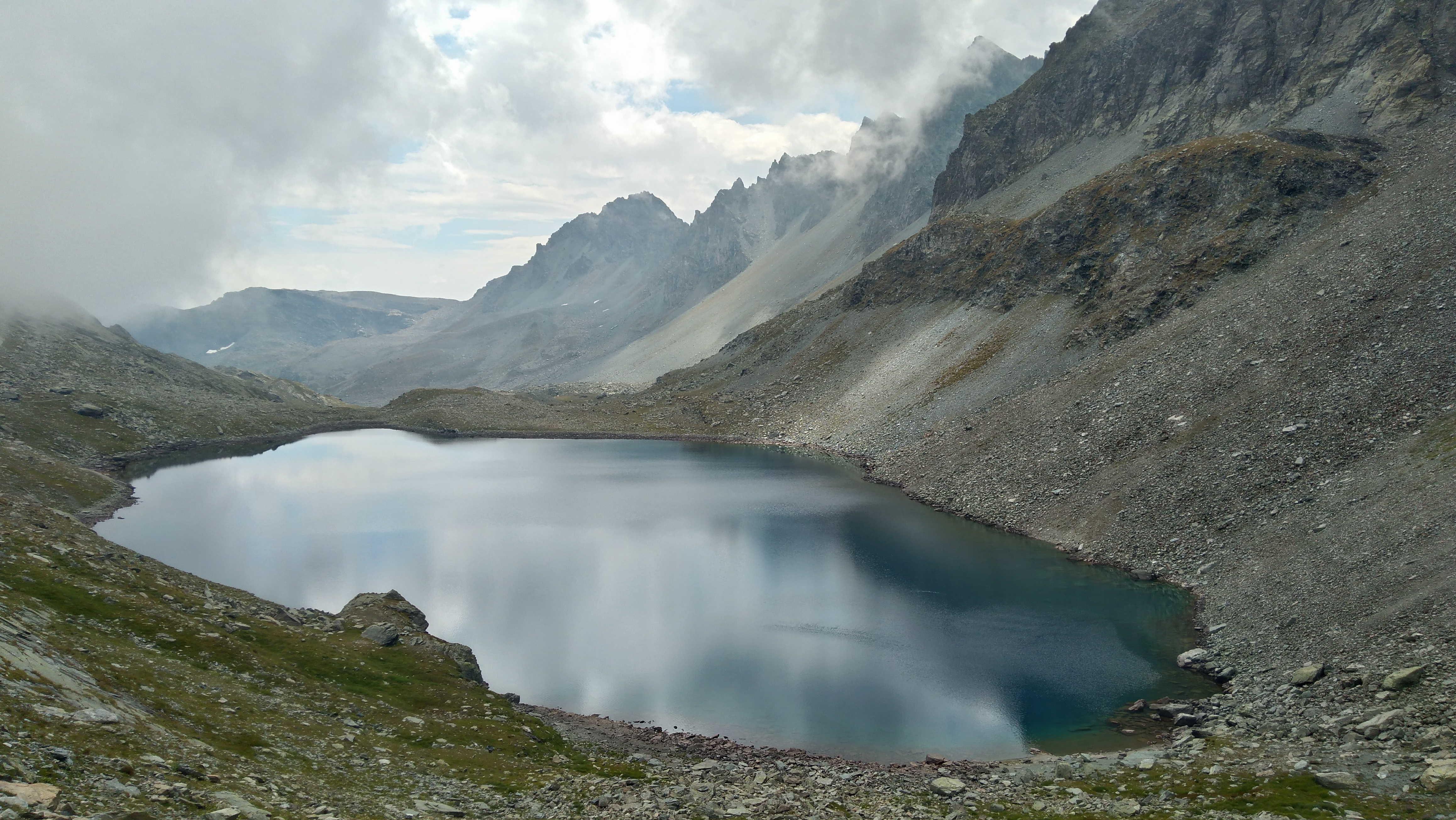
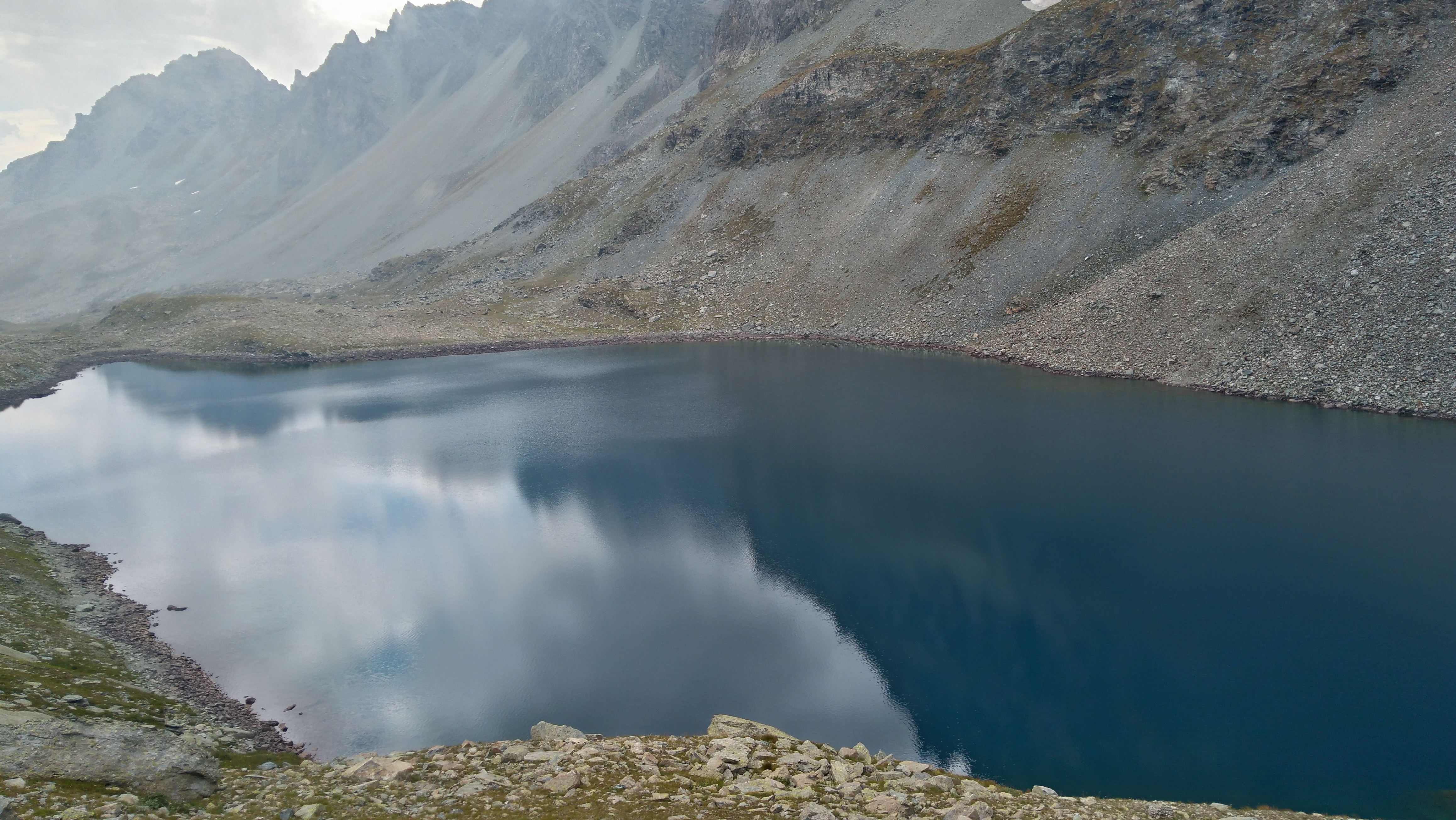
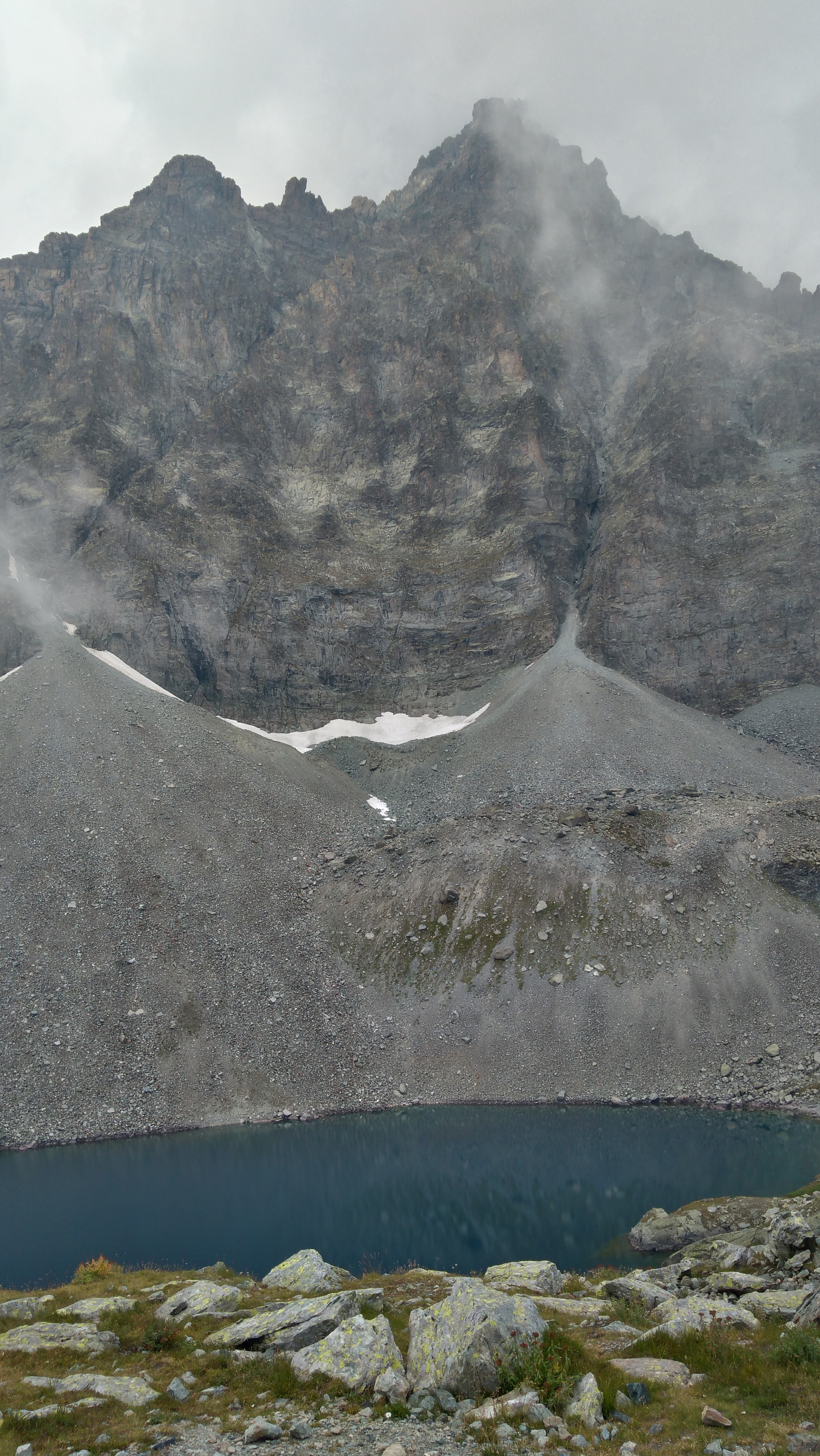